# Galenia filiformis
Galenia filiformis är en isörtsväxtart som först beskrevs av Carl Peter Thunberg, och fick sitt nu gällande namn av Nicholas Edward Brown. Galenia filiformis ingår i släktet galenior, och familjen isörtsväxter. Inga underarter finns listade i Catalogue of Life.